# Kralupy nad Vltavou
Kralupy nad Vltavou település Csehországban, a Mělníki járásban. Kralupy nad Vltavou Dolany nad Vltavou, Olovnice, Nelahozeves, Veltrusy, Otvovice, Velvary, Holubice és Chvatěruby településekkel határos. Lakosainak száma 18 782 fő (2024. január 1.).

## Népesség
A település lakosságának változását az alábbi diagram mutatja:
| Lakosok száma | 3317 | 5761 | 9612 | 9408 | 17 528 | 17 506 | 18 079 | 18 194 | 18 189 | 18 782 |
|               | 1869 | 1890 | 1921 | 1950 | 1980   | 2001   | 2017   | 2019   | 2022   | 2024   |